# 傑列茲基原魷屬
傑列茲基原魷屬是一種原始的蛸亞綱頭足動物，發現於美國伊利諾州東北部，為已知最早的魷魚冠群。

## 特徵
始烏賊大約有十隻觸手，觸手上有齒舌，與現在的魷魚非常相像。